# Épées et Mort
Épées et Mort (titre original : Swords Against Death) est un recueil de nouvelles écrites par Fritz Leiber et appartenant au Cycle des épées. Il a été publié aux États-Unis en 1970 puis traduit et publié en France en 1982. Il raconte les aventures de Fafhrd et du Souricier Gris au travers du monde de Newhon.

## Liste des nouvelles
1. La Boucle est bouclée ou L'Éternel retour (dans la traduction de Bragelonne) (The Circle Curse) (1970)
2. Les Bijoux dans la forêt ou Les Joyaux dans la forêt (dans la traduction de Bragelonne) (The Jewels in the Forest) (1939)
3. La Maison des voleurs (Thieves' House) (1943)
4. Le Rivage isolé ou Le Rivage désolé (dans la traduction de Bragelonne) (The Bleak Shore) (1940)
5. La Tour qui hurle (The Howling Tower) (1941)
6. Le Pays qui coule ou L'Île naufragée (dans la traduction de Bragelonne) (The Sunken Land) (1942)
7. Les Sept Prêtres noirs (The Seven Black Priests) (1953)
8. Des Serres dans la nuit ou Les Serres de la nuit (dans la traduction de Bragelonne) (Claws from the Night) (1951)
9. Le Prix de l'oubli (The Price of Pain-Ease) (1970)
10. Le Bazar du bizarre (Bazaar of the Bizarre) (1963)

## Édition française
- En juin 1982 chez Temps futur coll Heroic fantasy, no Épées-2. Illustration de Andreas, traduction de Jacques Parsons  (ISBN 2-86607-014-3).
- En juin 1985 chez Pocket coll. Science-fiction (1re série - Noir), no 5204. Illustration de Wojtek Siudmak, traduction de Jacques Parsons  (ISBN 2-266-01554-0).
- En janvier 2006 chez Bragelonne. Illustration de Sarry Long, traduction de Jean-Claude Mallé  (ISBN 978-2-8205-2286-3)

## Influences
Le mensuel américain de jeu de rôle sur table Dragon Magazine a comporté, dès son numéro 27 (juillet 1979), une rubrique intitulée Bazaar of the Bizarre, consacrée aux objets magiques, en référence à la nouvelle du même nom mettant en scène le magasin éphémère des dévoreurs.